# Hans van Paeschen
Hans Hendrik van Paeschen (Paaschen, Pasche(n), Pascha, Paasche, Paaske) (ca. 1510–1582) var en nederlandsk bygmester og fæstningsingeniør fra renæssancen. Han var virksom i Nordeuropa i anden halvdel af 1500-tallet, hvor han stod for opførelsen af en række prominente bygninger i renæssancestil. I Danmark stod han blandt andet for ombygningen af borgen Krogen til Kronborg Slot. 
Paeschen var kgl. bygmester i Sverige fra senest begyndelsen af 1561 til 1563 og kgl. bygmester i Danmark 1564-82. Fra 1576 til 1582 ejede han Borupgård.

## Værker
- Istandsættelse af Båhus Fæstning efter belejringen og projektering af ny befæstning (1566)
- Nye fæstningsværker omkring Akershus Slot, herunder Kongens Batteri, Dronningens Batteri, volden fra dette til Knudstårnet (1567)
- Ombygning og nybefæstning af Krogen Slot (Kronborg) (1574-77), herunder nordfløjen (1575), størstedelen af vestfløjen (1575), påbegyndelse af sydfløjen (1577), forsvarsværker med 4 bastioner (1575-76) og Mørkeport
- Befæstningsarbejder på Båhus (1578-82)

### Projekter
- Ombygning af Krogen Slot (1565)
- Plan til flytning af det afbrændte Oslo til slottets nærhed (1567, planen virkeliggjort af Christian 4. 1624)
- Kollegium ved Københavns Universitet (1574)
- Portal af hvide og sorte sten til Kronborgs kirkefløj (1577)

### Tilskrivninger
- Anlæggelse af Frederiksstad i Norge (1567)
- Ombygning af Frederiksborg Slot (ca. 1575)
- Ejler Grubbes kapel ved Kongsted Kirke (1575)
- Uranienborg, Ven (fra 1576, for Tycho Brahe)
- Lystrup (1579, for Ejler Grubbe)